# Maria Barba
Maria Candida od Eucharistie, OCD, rodným jménem Maria Barba (16. ledna 1884, Catanzaro – 12. června 1949, Ragusa) byla italská římskokatolická řeholnice, členka Řádu bosých karmelitek. Katolická církev ji uctívá jako blahoslavenou.

## Život
Narodila se dne 16. ledna 1884 v Catanzaru jako desáté z dvanácti dětí (z nichž pět zemřelo v dětství) soudci odvolacího soudu Pietru Barbovi a Giovanně Flora. Pokřtěna byla následujícího 19. ledna. Její rodiče a sourozenci pocházeli z Palerma, ale přestěhovali se do Catanzara kvůli práci otce. V roce 1886 se rodina vrátila do Palerma.
Roku 1891 zahájila svá studia, která ukončila roku 1898. V té době se začala učit na klavír. Dne 3. dubna 1894 přijala první svaté přijímání a od té doby pěstovala zvláštní zbožnost k eucharistii. V roce 1899 pocítila silné povolání k zasvěcenému životu. Její touha po zasvěceném životě stále sílila, ale rodiče se proti tomu zpočátku postavili a mysleli si, že jde pouze o počáteční duchovní nadšení. Četla spisy sv. Terezie z Lisieux a tíhla ke karmelitánskému charismatu.
Její otec zamřel dne 21. června 1904. V září roku 1910 podnikla s rodinou pouť do Říma, kde se na audienci se setkala s papežem sv. Piem X. Dne 12. listopadu 1912 přijala v dosti pokročilém věku svátost biřmování. Její matka zemřela dne 5. června 1914.
Dne 25. září 1919 vstoupit do kláštera bosých karmelitek v Raguse. Dne 16. dubna 1920 přijala řeholní jméno Maria Candida od Eucharistie. Dne 17. dubna 1921 složila první dočasné řeholní sliby a dne 23. dubna 1924 složila sliby doživotní.
Dne 10. listopadu 1924 byla zvolena převorkou svého kláštera. Poté byla pětkrát znovu zvolena, přičemž tuto funkci zastávala do roku 1947. Pod jejím vedením se klášter značně rozrostl.
Dne 19. června 1933, na slavnost Božího těla, začala psát záznam svých osobních zkušeností a úvah o eucharistických meditacích, který dokončila v roce 1936. Záznamy také obsahovaly teologické úvahy o těchto osobních zkušenostech. Později také na žádost svého zpovědníka sepsala svůj životopis a své zkušenosti o řeholním povolání a vstupu do kláštera.
Roku 1947 jí byl poprvé diagnostikován nádor v játrech. Zemřela na rakovinu večer dne 12. června 1949 v Raguse, kde byla následujícího 14. června pohřbena.  Její ostatky byly dne 12. listopadu 1970 přeneseny.

## Úcta
Její beatifikační proces započal dne 15. října 1981 čímž obdržela titul služebnice Boží. Dne 18. prosince 2000 ji papež sv. Jan Pavel II. podepsáním dekretu o jejích hrdinských ctnostech prohlásil za ctihodnou. Dne 12. dubna 2003 byl uznán zázrak na její přímluvu, potřebný pro její blahořečení.
Blahořečena pak byla dne 21. března 2004 na Svatopetrském náměstí papežem sv. Janem Pavlem II.
Její památka je připomínána 12. června. Bývá zobrazována v řeholním oděvu.